# لایف ینسن
لایف ینسن (انگلیسی: Leif Jenssen؛ زادهٔ ۱۹ مارس ۱۹۴۸) وزنه‌بردار اهل نروژ بود.
وی در مسابقات کشوری و بین‌المللی در مجموع برندهٔ ۱ مدال طلا، ۳ مدال نقره شده‌است.